# Hypolimnas pallas
Hypolimnas pallas är en fjärilsart som beskrevs av Smith 1897. Hypolimnas pallas ingår i släktet Hypolimnas och familjen praktfjärilar. Inga underarter finns listade i Catalogue of Life.